# Ctenus efferatus
Ctenus efferatus este o specie de păianjeni din genul Ctenus, familia Ctenidae, descrisă de Theo Albert Arts în anul 1912.
Este endemică în Congo. Conform Catalogue of Life specia Ctenus efferatus nu are subspecii cunoscute.